# Veszelszky Béla
Veszelszky Béla (Weszelszky Béla) (Budapest, 1905. július 24. – Budapest, 1977. január 12.) magyar festőművész.

## Életpályája
Szülei: Dr. Weszelszky Gyula (1872–1940) egyetemi tanársegéd és Hlavacsek Erzsébet (1882-1912) voltak. Az 1920-as években ismerkedett meg Kepes György révén Kepes Ferenccel. Gyógyszerészeti iskoláját félbehagyva iratkozott be a Képzőművészeti Főiskolára 1924-ben, ahol 1929-ben diplomázott le Glatz Oszkár tanítványaként. 1930-ban Bécsbe, 1932-ben Berlinbe ment. 1930–1942 között összesen három festménye maradt fenn. Nagy hatással volt rá Schmitt Jenő Henrik filozófiája és esztétikája. 1933–1956 között különböző munkákból élt: rajztanár, műszaki rajzoló, betonelemgyári segédmunkás. 1953-tól festett újra, de 1956 után lett igazán nagy festő. 1953–1964 között portrékat és csendéleteket készített. 1957–1965 között tájképeket festett. 1962-től volt kiállító művész. 1965–1976 között csendéleteket, portrékat és önarcképeket festett.

## Magánélete
1944-ben házasságot kötött.

## Művei
- Ádám és Éva-szőnyegterv (1929-1931)
- Férfi portré (Szabó Lajos) (1940)
- Veszelszky Eszter portréja (1953)
- Kakasos ornamenstervek (1956-1957 és 1976)
- Csendélet (1957)
- Táj (1960)
- Tájrészlet (1962)
- Csendélet (Köcsög) (1963)
- Kukorica (1965)
- Küzdő Ádám (1970-1975)
- Önarckép V. (1975)
- Önarckép (1976)
- Pusztaszeri úti panoráma

## Kiállításai

### Egyéni
- 1964, 1987, 1997 Budapest
- 1978 Székesfehérvár, Hatvan
- 1986 Eger

### Válogatott, csoportos
- 1962, 1971, 1991, 1996 Budapest
- 1977 Varsó
- 1979 Firenze
- 1981, 1987 Székesfehérvár
- 1983 Szeged

## Róla szóló filmek
- A szem megcsalattatása (1978)
- Interjúk Veszelszky Béláról (1992)